# 比利时小姐

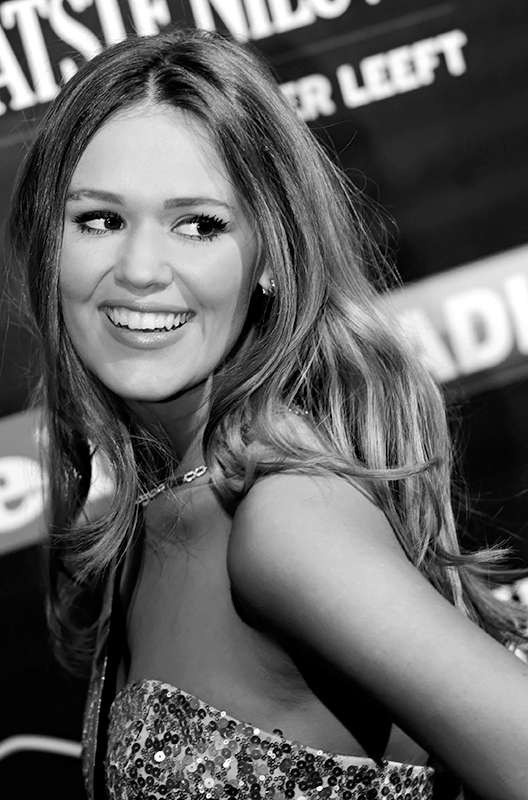
2015年比利时小姐Annelies Törös

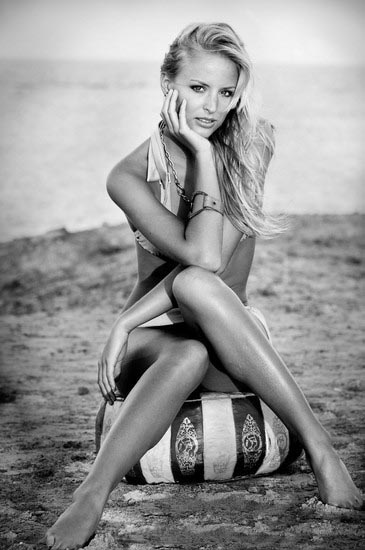
2008年比利时小姐Alizée Poulicek

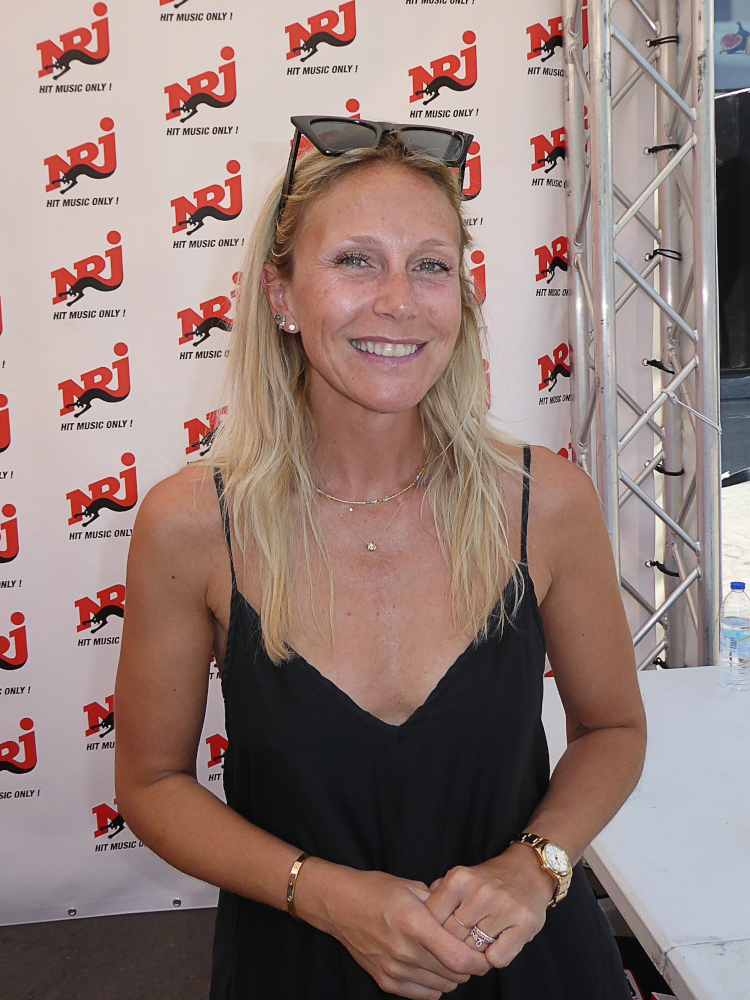
2003年比利时小姐朱莉·塔顿（Julie Taton）

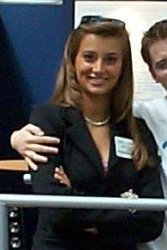
1995年比利时小姐Véronique De Kock

比利时小姐（荷兰语：Miss België，法语：Miss Belgique）是比利时最大的選美活動。现任比利时小姐为Karen Jansen。

## 历史

### 海岸小姐（Miss Kust）
首次选举于1919年举行，最初是由瓦隆报纸《La Dernière Heure》策划的一次推广活动。选举在比利时海岸举行，因为当时女性穿着泳衣在海滩上走动并不稀奇。由于选美活动的征召仅通过该报发布，大多数参赛者来自瓦隆地区。最终获胜的是一位在比利时海岸度假的英国女性。该活动对该报而言是一次商业成功，因此在之后的几年里，每年都继续举办。由于活动总是在海滨小镇举行，获胜者被授予“海岸小姐”（Miss Kust）或“海滨小姐”（Miss Litoral）称号。

### 沙滩女王（Koningin van het strand）
1928年，欧洲小姐选举开始，但比利时未被允许参与，因为当时比利时没有正式的“比利时小姐”，只有“海岸小姐”。因此，比赛名称改为“比利时小姐”，并开始由记者Jean-Jacques Fortis负责组织，他沿袭了在海滨城市——布兰肯贝赫举行比赛的传统。无意中，获胜者被称为“沙滩女王”而非“比利时小姐”。那年获得冠军的是瓦隆区的Ann Koyaert。

### 第一届比利时小姐
1929年，比利时举办了第一次正式的比利时小姐选举，布鲁塞尔的Jenny Vanparays获得了冠军。比赛内容包括泳装环节，这在当时被视为女性解放的象征。选手们还需通过特殊的测量仪器来衡量身材，以确保符合理想的标准。
1930年，来自那慕爾的Netta Duchâteau跟随而来。这次选举在安特卫普举行。随后，她还赢得了德克萨斯州的环球小姐选美大赛冠军。

### 第二次世界大战后
从1969年到2014年，获胜者通常代表比利时参加国际选美比赛，包括世界小姐、环球小姐和国际小姐。
从1969年到2005年，这项活动由Cécile Müller组织，之后她将比赛的组织权卖给了Darline Devos。

#### 1971年“疯狂米娜”运动
1971年，“疯狂米娜”（Dolle Mina）组织和女性解放阵线（Front de Libération des Femmes）通过海报在安特卫普和布鲁塞尔的街头宣传：“比利时小姐 = 牲畜竞赛”。然而，组织内部成员Danielle Colardyn竟意外进入了比赛。决赛期间，她突然走出队列，举起拳头并喊出“拒绝女性被剥削！”。随后，两名女权主义者登上舞台，展开横幅并发放传单。原定的与观众的讨论也被警方制止。

#### 收视率下降
进入21世纪后，这项比赛的受欢迎程度逐渐下降。电视观众人数逐年减少：2002年，比赛在弗拉芒电视台VTM播出时吸引了超过100万观众，但到了2006年，这一数字下降到77万人，2011年在VijfTV播出时仅有187325名观众。

#### 恐袭威胁
2023年，在比利时德潘（De Panne）选美晚会前，一名男子和一名女子被拘捕，警方怀疑男子计划实施恐怖袭击。不过，选美晚会当晚仍照常举行。

### 争议
2014年，选美比赛被指控存在舞弊和不公正的现象，但组织方否认了这些指控。
2019年，来自瓦隆地区的批评声浪渐起，认为法语区的获奖者数量过少。在90年内，仅有三分之一的获奖者为法语区女性；从1980年至2019年，仅有9名法语区选手获胜。

## 相关
- 比利时小姐
- 选美比赛列表
- 独家小姐